# أوستين تيت
أوستين تيت (بالإنجليزية: Austin Tate)‏ هو عالم حاسوب بريطاني، ولد في 12 مايو 1951.